# Bignicourt-sur-Saulx
Bignicourt-sur-Saulx ist eine französische Gemeinde im Département Marne in der Region Grand Est. Sie hat eine Fläche von 11,01 km² und 156 Einwohner (2022).
Die Gemeinde Bignicourt-sur-Saulx liegt an der Saulx, etwa 14 Kilometer östlich von Vitry-le-François.

## Bevölkerungsentwicklung
| Jahr                       | 1962 | 1968 | 1975 | 1982 | 1990 | 1999 | 2005 | 2010 | 2018 |
| -------------------------- | ---- | ---- | ---- | ---- | ---- | ---- | ---- | ---- | ---- |
| Einwohner                  | 199  | 197  | 182  | 186  | 193  | 172  | 167  | 176  | 181  |
| Quellen: Cassini und INSEE |      |      |      |      |      |      |      |      |      |

## Sehenswürdigkeiten
- Schloss Bignicourt
- Kirche Saint-Mathieu

## Persönlichkeiten
- Arthur Barbat de Bignicourt (1824–1888), Historiker